# 陈拥军
陈拥军（1963年11月—），男，江苏人，中国有机化学家，中国化学会会士，曾任中国科学院化学研究所研究员、博士生导师，中国化学会常务理事。